# Еп о Короглу
Еп о Короглу (азер. Koroğlu dastanı тур. Köroğlu destanı турк.Görogly dessany) је епска песма која се приповеда усмено у туркијским традицијама, поготово код Огуз Турака. Легенда описује хероја који покушава да се освети за нанесено зло. Пушта се често на спортским догађајима, ради мотивисања спортиста који се такмиче. Короглу је главни херој овог епа, са истим именом у азербејџанском, туркменском и турском, као и у још неким туркијским језицима. Еп говори о животу и херојским делима Короглуа, хероја који се борио против неправедних владара.

## Короглу
Короглу је полу-стваран херој и песник туркијског народа који је живео у 16. веку. Име Короглу значи "син слепог", "син жара", "син глине" (глина је метафора за смрт) у туркијским језицима. Његово право име је Ровшан у азејбејџанском, Рушен Али у турском или Ровшен Али у туркменистанском, што је позајмљеница из персијског, што означава светлост.

## Туркменска традиција
У Туркменистану, еп се зове Гороглу, што се преводи као "син гроба", јер је његова мајка умрла пре него што га је родила и има посебно место међу туркменским еповима.
Еп о Гороглу говори причу о хероју Гороглу и његових 40 ратника, као и опис свих великих догађаја и традиције у турменском животу тада. Секције у прози описују генерална дешавања са секцијама у поезији који описују осећања лика.  
Први део епа говори о невероватном рођењу и херојској едукацији Короглуа (он одраста са својим дедом Жигалибеком и стрином Гулендам). Има коња са крилима по имену Гират и гради тврђаву Чандибил, полако скупљајући ратнике. Након тога следе приче о његовом венчању са девојком Агајунус (херој се заљубљује у њу у свом сну, одлази да је пронађе и у току успева да се избори са свим тешкоћама). Освећује се Араб Рејану јер је киднаповао његову стрину. Еп се наставља са причама о венчању и ослобађању из затвора. Еп се завршава смрћу Короглуа, који је умро у пећини од старости.
Овај еп је веома важан за туркијске народе како би могли да науче и пренесу знање о њиховој историји и социјалним вредностима млађим генерацијама. Такође, користи се као алат за образовање младих и јачање њихових патриотских осећања, поноса и јединства. Помоћу овог епа, младе уче марљивости и прецизном размишљању, као и љубављу према домовини, али и поштовању других нација и култура.

## Историјско наслеђе и утицај
Короглу је инспирација људима из туркијско-персијских региона и преко. Дестан је врло жив и приповеда се широм Анадолије, Кавказа и Централне Азије. Адаптиран је и у нове форме, у оперу од стране азербејџанског композитора Узејира Хаџибекова, филмове и модерне снимке. Рухи Су, турска фолк певачица је снимила песме, инспирисане овим епом.